# Medicago doliata
Medicago doliata är en ärtväxtart som beskrevs av Carmign. Enligt Catalogue of Life ingår Medicago doliata i släktet luserner och familjen ärtväxter, men enligt Dyntaxa är tillhörigheten istället släktet luserner och familjen ärtväxter. Arten har ej påträffats i Sverige. Inga underarter finns listade i Catalogue of Life.

## Bildgalleri

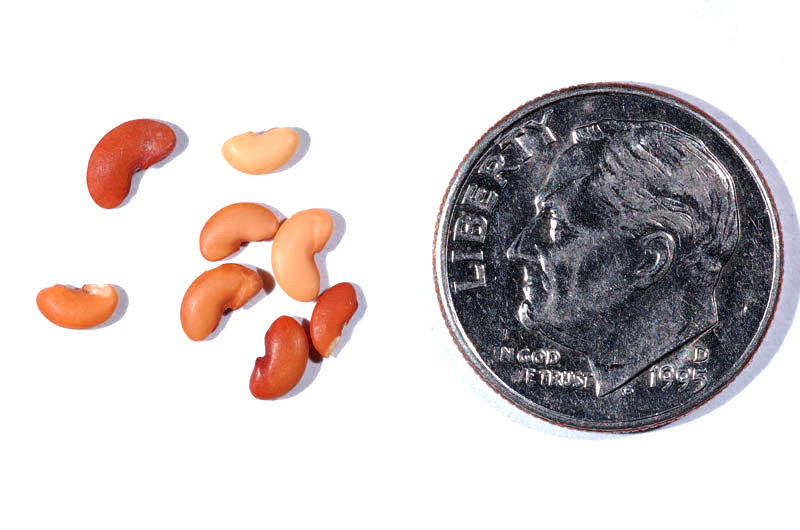